# 470 p.n.e.
| [ Edytuj tabelę ] |                                                                             |
| Władca Chin       | - 476 p.n.e. Yuanwang 469 p.n.e.                                            |
| Król Epiru        | - 480 p.n.e. Admetos 450 p.n.e.                                             |
| Król Kartaginy    | - 480 p.n.e. Hannon 440 p.n.e.                                              |
| Król Macedonii    | - 498 p.n.e. Aleksander I 454 p.n.e.                                        |
| Władca Persji     | - 486 p.n.e. Kserkses I 465 p.n.e.                                          |
| Król Sparty       | - 480 p.n.e. Plejstarchos 459 p.n.e. - 491 p.n.e. Leotychidas II 469 p.n.e. |
| Król Syngalezów   | - 474 p.n.e. Abhaya 454 p.n.e.                                              |
| Tyran Syrakuz     | - 478 p.n.e. Hieron I 466 p.n.e.                                            |
| Król Tracji       | - 480 p.n.e. Teres I 445 p.n.e.                                             |

Rok 470 p.n.e.
stulecia: VI wiek p.n.e. ~
V wiek p.n.e. ~
IV wiek p.n.e.

lata: 480 p.n.e. «
474 p.n.e. «
473 p.n.e. «
472 p.n.e. «
471 p.n.e. «
470 p.n.e. »
469 p.n.e. »
468 p.n.e. »
467 p.n.e. »
466 p.n.e. »
460 p.n.e.

## Wydarzenia
Europa
- Zniszczenie Tirynsu przez Argos.
- Efez wyzwolił się spod kontroli Achemenidów.
- Krwawe stłumienie buntu w Naksos przeciwko Związkowi Morskiemu przez Ateny

## Urodzili się
- Aspazja, kochanka lub żona Peryklesa (zm. 400 p.n.e.)
- Nikiasz, grecki strateg (zm. 413 p.n.e.)

## Zmarli
- Pauzaniasz, spartański wojskowy